# Момотове
Момотове — селище в Україні, у Вільхівській сільській громаді Харківського району Харківської області. Населення становить 234 осіб. Колишній орган місцевого самоврядування — Кулиничівська селищна рада. У 2022 перебувало під окупацією РФ, звільнено.

## Географія
Селище Момотове знаходиться біля витоків пересихаючої річечки Вільховець, яка через 10 км впадає в річку Харків (ліва притока). На річці невелика загата. До селища примикає село Кутузівка, на відстані до 2-х км розташовані села Бутенкове, Байрак, Олександрівка і Ключки (зняте з обліку в 1999 році).

## Історія
12 червня 2020 року, розпорядженням Кабінету Міністрів України № 725-р «Про визначення адміністративних центрів та затвердження територій територіальних громад Харківської області», увійшло до складу Вільхівської сільської громади.

19 липня 2020 року, в результаті адміністративно-територіальної реформи та ліквідації Харківського району(1923—2020), селище увійшло до складу новоутвореного Харківського району.

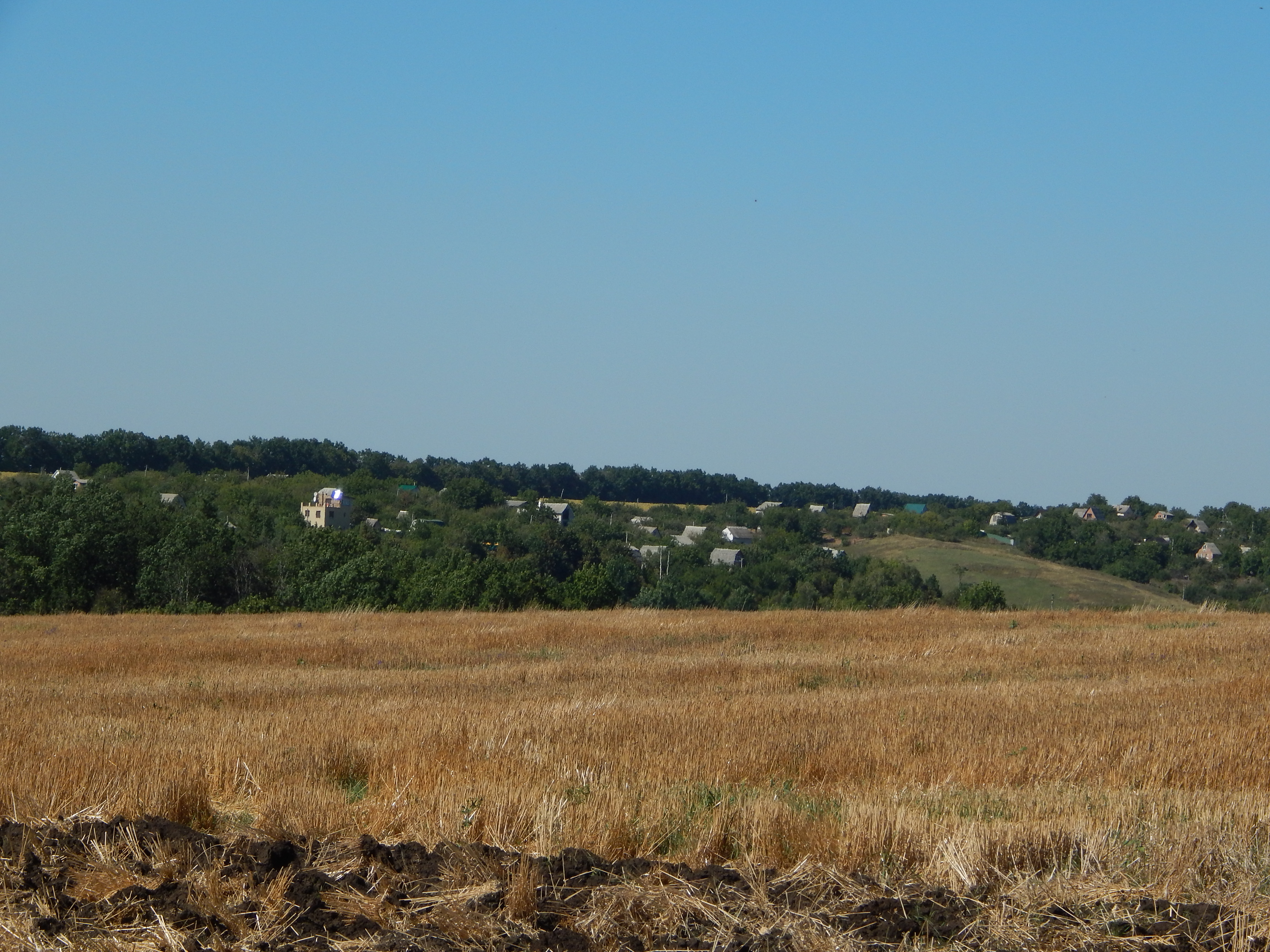
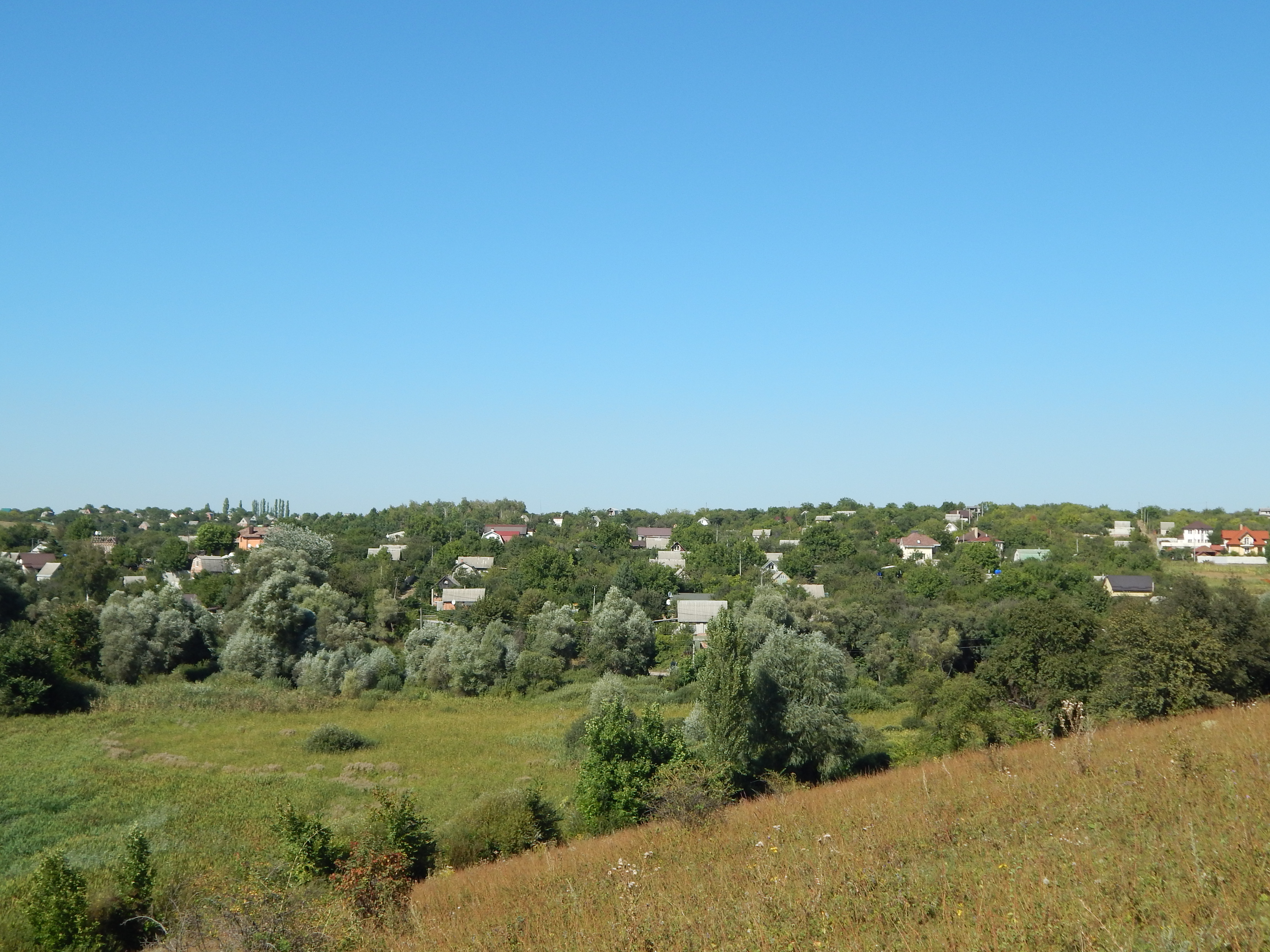
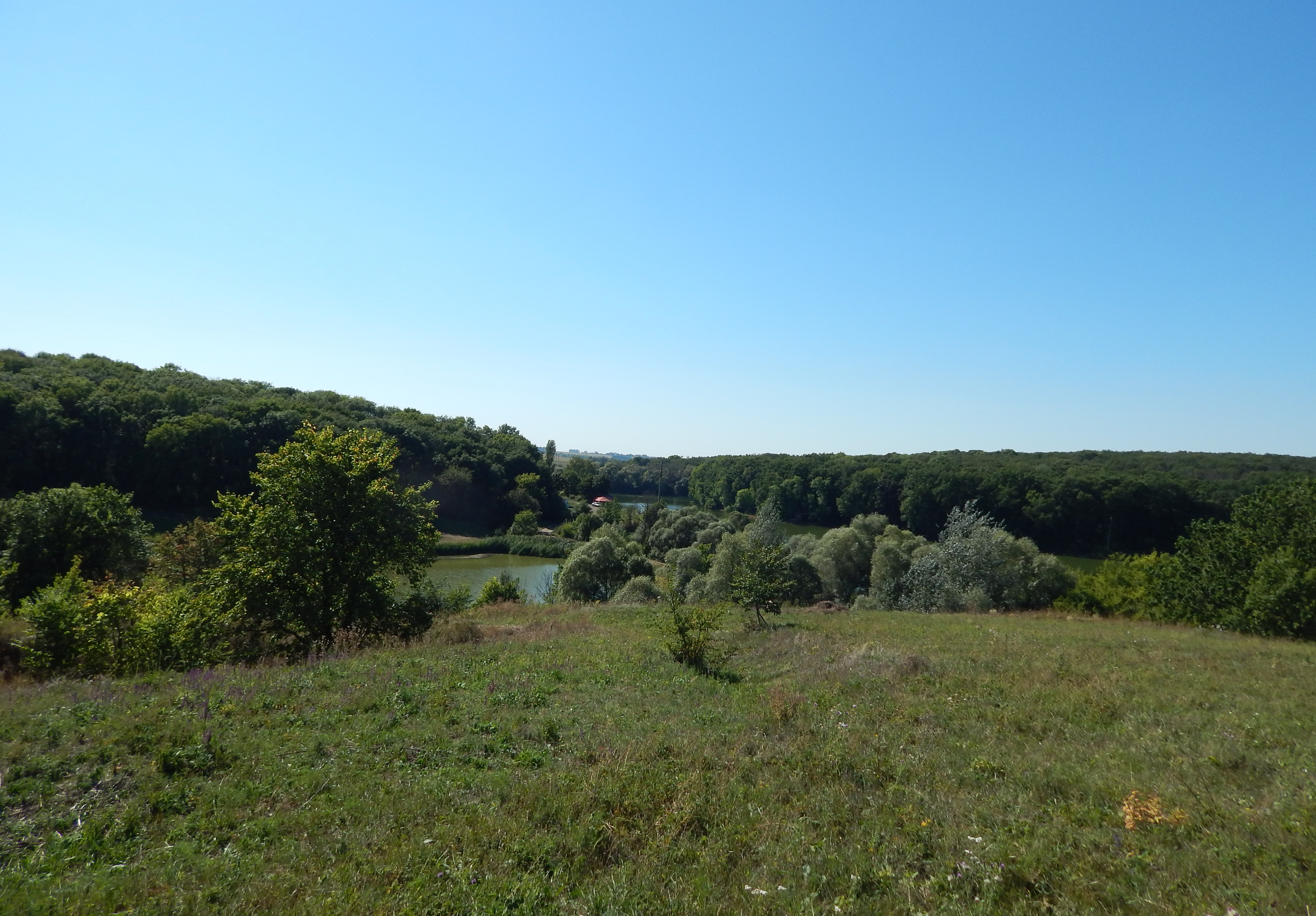
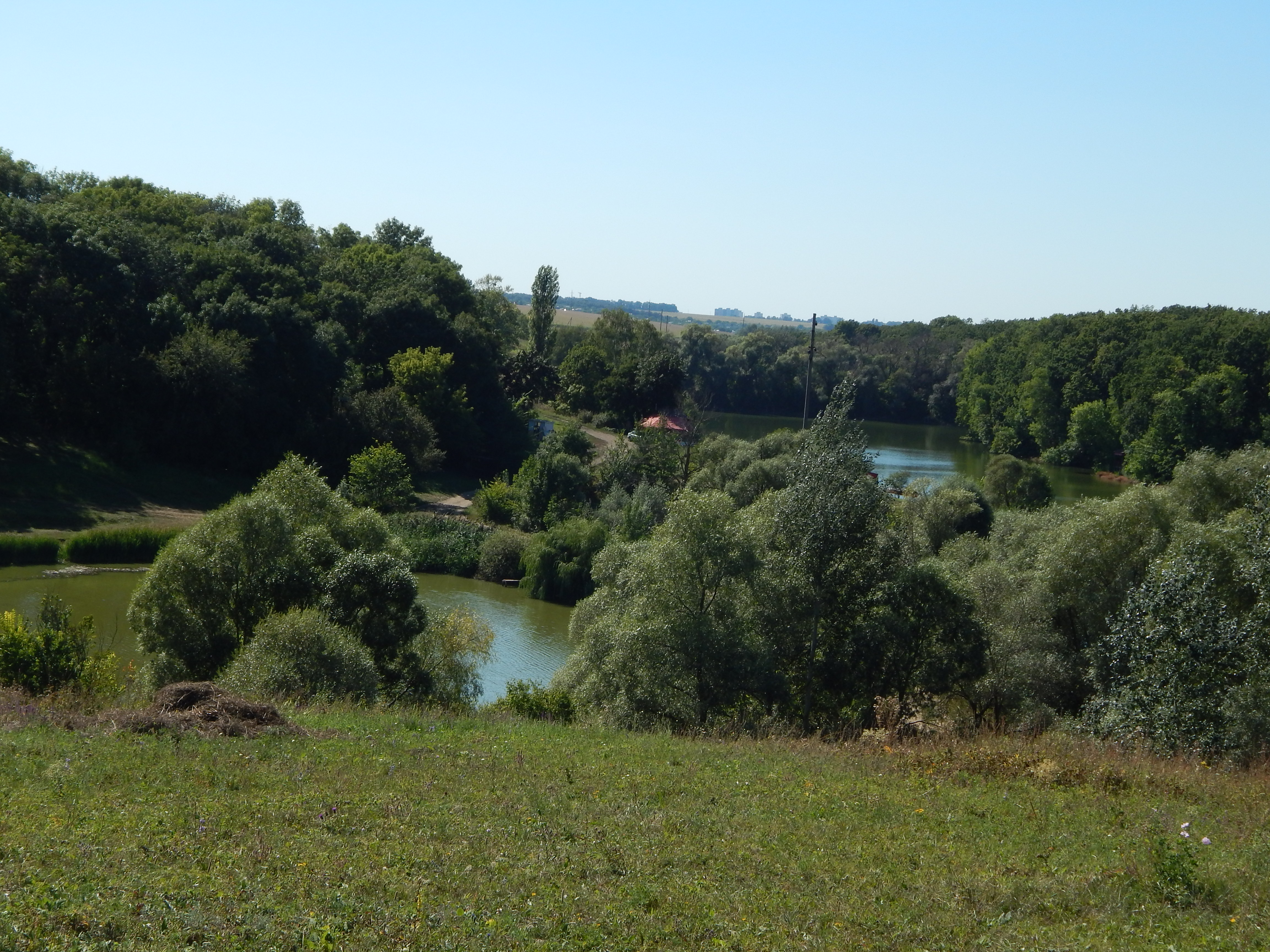
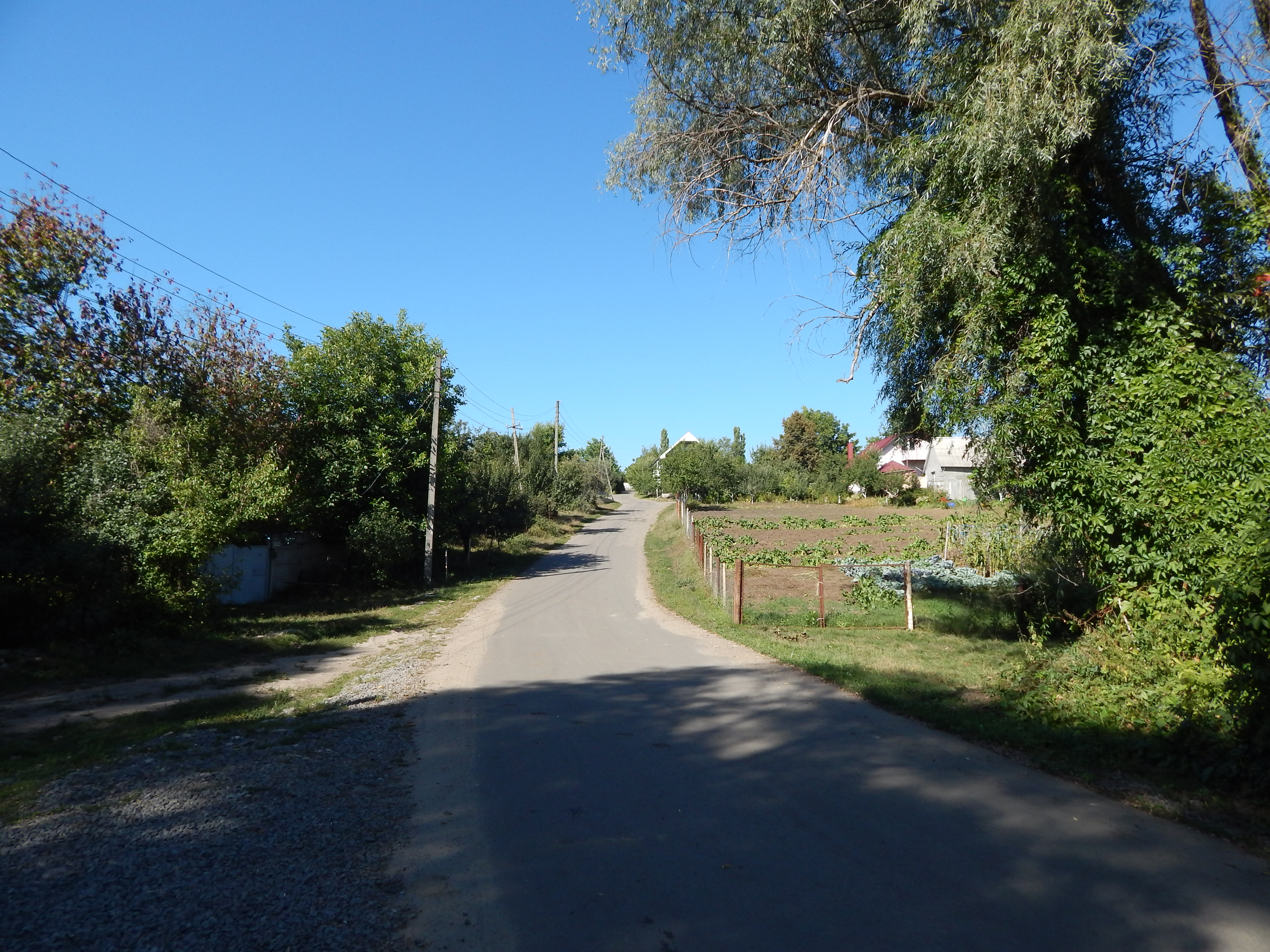